# 普卢沃恩
普卢沃恩（法語：Plouvorn，法語發音：[pluvɔʁn]）是法国菲尼斯泰尔省的一个市镇，属于莫尔莱区。

## 地理
普卢沃恩（48°34'46"N, 4°2'17"W）面积35.44 平方千米，位于法国布列塔尼大區菲尼斯泰尔省，该省份为法国最西部的省份，位于布列塔尼半岛西部，北西南三面环大西洋，东临阿摩尔滨海省和莫尔比昂省。
与普卢沃恩接壤的市镇（或旧市镇、城区）包括：朗波勒吉米利欧、吉克朗、朗迪维肖、梅斯波勒、普卢埃南、普卢古尔韦斯特、普卢泽韦代。

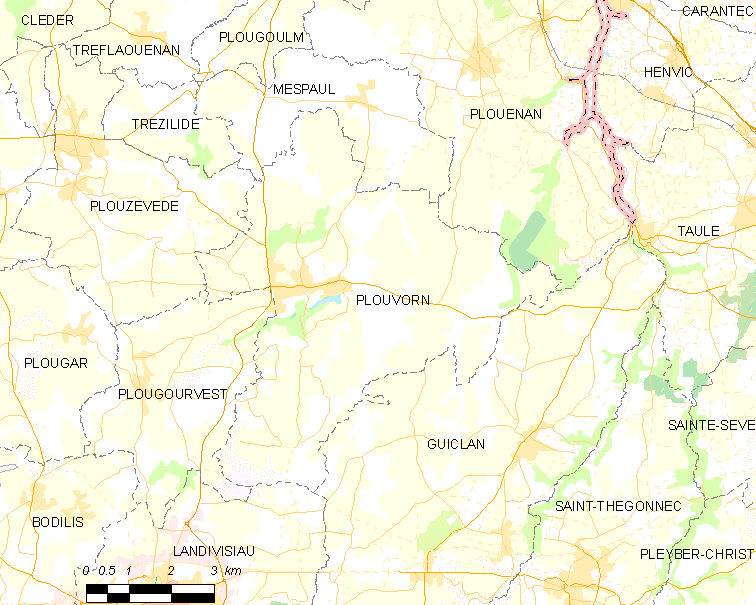
普卢沃恩的OSM定位图

普卢沃恩的时区为UTC+01:00、UTC+02:00（夏令时）。

## 行政
普卢沃恩的邮政编码为29420，INSEE市镇编码为29210。

## 政治
普卢沃恩所属的省级选区为朗迪维肖县。

## 人口

1962-2008年间普卢沃恩人口变化图示

普卢沃恩于2022年1月1日时的人口数量为2932人。